# Udflugten
Picnic at Hanging Rock (dansk: Udflugten) er en australsk dramafilm fra 1975, instrueret af Peter Weir. Filmens manuskript er baseret på romanen med samme navn fra 1967, skrevet af Joan Lindsay. I hovedrollerne ses Vivean Gray, Dominic Guard, Anne-Louise Lambert, Helen Morse og Rachel Roberts.

## Handling
Filmen fortæller om nogle skolepiger og en af deres lærere, der på mystisk vis forsvinder fra det eksklusive Appleyard College under en picnic på Hanging Rock, ved Mount Macedon. En solbeskinnet lørdag eftermiddag på Valentinsdag, den 14. februar 1900, forlader nogle af deltagerne resten af gruppen og klatrer højere op på bjerget, og de fleste af dem ses aldrig mere. Filmen behandler også den virkning, som begivenheden efterfølgende fik på det lokale samfund i delstaten Victoria, i Australien.

## Om filmen
Filmen er udgivet på DVD, også i en "Directors Cut"-version, hvor Weirhar forkortede den oprindelige film på cirka 115 minutter til omkring 108 minutter.

## Musik
Musikken i filmen spilles overvejende af Gheorghe Zamfir: Doina Sus Pe Culmea Dealului. Desuden anvendes uddrag af Ludvig van Beethovens klaverkoncert nr. 5 (Kejserkoncerten) (Adagio un poco mosso).

## Rolleliste
- Anne-Louise Lambert - Miranda St. Clair
- Rachel Roberts - Mrs. Appleyard
- Dominic Guard - Michael Fitzhubert
- Helen Morse - Mlle. de Poitiers
- Margaret Nelson - Sara Waybourne
- John Jarratt - Albert Crundall
- Wyn Roberts - Sgt. Bumpher
- Karen Robson - Irma Leopold
- Christine Schuler - Edith Horton
- Jane Vallis - Marion Quade
- Vivean Gray - Miss McCraw
- Martin Vaughan - Ben Hussey
- Kirsty Child - Miss Lumley
- Jacki Weaver - Minnie
- Frank Gunnell - Mr. Whitehead
- Tony Llewellyn-Jones - Tom
- John Fegan - Doc. McKenzie
- Kay Taylor - Mrs. Bumpher
- Peter Collingwood - Col. Fitzhubert
- Garry McDonald - Const. Jones
- Olga Dickie - Mrs. Fitzhubert
- Jenny Lovell - Blanche